# ジュゼッペ・トルナトーレ
ジュゼッペ・トルナトーレ（Giuseppe Tornatore、1956年5月27日 - ）は、イタリア・シチリア島のバゲリーア出身の映画監督、脚本家である。

## 経歴
16歳の頃から舞台にかかわるようになる。高校卒業後、ドキュメンタリー製作などに携わり、1986年に長編映画デビュー。
1989年、『ニュー・シネマ・パラダイス』を監督。作品は世界中で大ヒットとなり、アカデミー外国語映画賞やカンヌ国際映画祭 審査員特別グランプリを受賞。イタリア屈指の名監督となる。その後も『明日を夢見て』、『海の上のピアニスト』、『マレーナ』など、世界的に高い評価を得ている作品を多く生み出した。
一連の作品は、デビュー作『教授と呼ばれた男』を除き、エンニオ・モリコーネが全作品の音楽を手掛けており、それらのメロディは幅広い層に知られている。共著『エンニオ・モリコーネ　映画音楽術 マエストロ創作の秘密—―ジュゼッペ・トルナトーレとの対話』（真壁邦夫訳、DU BOOKS、2022年）もある。
また、自身が大の映画好きでイタリア古典映画の復興活動などを精力的に行っている。
2007年8月21日、ローマで、道を聞く振りを装った二人組の強盗に襲われ、頭部を負傷したが命に別状は無かった。

## フィルモグラフィー

### 映画
- 教授と呼ばれた男 Il camorrista (1986) 監督・脚本・原案
- ニュー・シネマ・パラダイス Nuovo cinema paradiso　(1989) 監督・脚本・原案、アカデミー外国語映画賞、カンヌ国際映画祭審査員特別グランプリ
- みんな元気 Stanno tutti bene (1990) 監督・脚本・原案
- 夜ごとの夢/イタリア幻想譚 La domenica specialmente (1991) オムニバス映画、 監督
- 記憶の扉（フランス語版）Una pura formalita (1994) 監督・脚本・原案
- 明日を夢見て L'uomo delle stelle (1995)  監督・脚本・原案、ヴェネツィア国際映画祭審査員特別賞
- 海の上のピアニスト La leggenda del pianista sull'oceano (1999) 監督・脚本
- マレーナ Malena (2000) 監督・脚本・原案
- 題名のない子守唄 La Sconosciuta (2006) 監督・脚本・原案
- マルチェロ・マストロヤンニ 甘い追憶 Marcello, una vita dolce (2006) ドキュメンタリー映画、出演
- シチリア!シチリア! Baarìa (2009) 監督・脚本
- L'ultimo gattopardo: Ritratto di Goffredo Lombardo (2010) ドキュメンタリー映画（ゴッフレード・ロンバルドが題材）、監督・脚本
- トルナトーレ 我が映画人生 (2012) - ドキュメンタリー映画、出演
- 鑑定士と顔のない依頼人 La migliore offerta (2013) 監督・脚本
- ある天文学者の恋文 The Correspondence (2016) 監督・脚本 [2]
- モリコーネ　映画が恋した音楽家 Ennio (2021) 監督・脚本

## 参照
1. ↑  https://web.archive.org/web/20080115023444/http://jp.reuters.com/article/entertainmentNews/idJPJAPAN-27545820070824
2. ↑  “ジュゼッペ・トルナトーレ新作の予告編解禁、亡き天文学者が恋人に仕掛けた謎とは”. 映画ナタリー. (2016年7月31日) 2016年8月1日閲覧。